# Miass

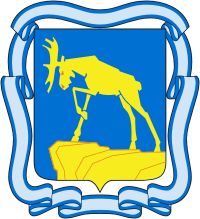
Stadens vapen.

Miass (ryska Миа́сс) är en stad i Tjeljabinsk oblast i Ryssland. 

## Administrativt område
Miass administrerar även områden utanför själva centralorten. 
| Stad/Ort  | Invånarantal 9 oktober 2002 | Invånarantal 14 oktober 2010 | Invånarantal 1 januari 2015 |
| --------- | --------------------------- | ---------------------------- | --------------------------- |
| Miass     | 158 420                     | 151 751                      | 151 322                     |
| Leninsk   | 1 713                       | Ingen uppgift                | Ingen uppgift               |
| Turgojak  | 2 292                       | Ingen uppgift                | Ingen uppgift               |
| Landsbygd | 9 690                       | 14 701                       | 15 838                      |
| TOTALT    | 172 115                     | 166 452                      | 167 160                     |

Leninsk och Turgojak räknas numera som landsbygd. 